# 努沃莱拉
努沃莱拉（義大利語：Nuvolera），是意大利布雷西亚省的一个市镇。总面积13平方公里，人口4525人，人口密度348.1人/平方公里（2009年）。国家统计（ISTAT）代码为017120。